# Concetta D'Angeli
Concetta D'Angeli (Cittaducale, 16 febbraio 1949) è una scrittrice, saggista e critica letteraria italiana.

## Biografia
Dopo aver frequentato la Scuola Normale Superiore e l'Università di Pisa, è stata ricercatrice di Letteratura italiana moderna e contemporanea all’Università di Udine e poi presso l’Università di Pisa, dove successivamente ha insegnato Drammaturgia Teatrale.
Si è occupata di fiabe di tradizione popolare o colta (Carlo Collodi è uno dei suoi autori prediletti), di scrittori italiani del Novecento (Italo Calvino, Elio Vittorini, Pier Paolo Pasolini, Giovanni Testori) e di letteratura al femminile, spinta da interessi politici, sociali e femministi (Karen Blixen, Agota Kristof, Simone Weil, Elsa Morante).
Dal 2007 al 2010 ha progettato e realizzato insieme a Guido Paduano e Alfonso Iacono la rivista semestrale di studi teatrali Atti&Sipari, con gli interventi di Carlo Cecchi, Sandro Lombardi, Danio Manfredini, Enzo Moscato.
È membro della giuria del Premio nazionale letterario Pisa (sezione Narrativa) e nel 2021 ne è stata nominata presidente.

## Pubblicazioni

### Saggi
- Contro la morale, la ragione, la morte. Il comico nella letteratura occidentale (con Guido Paduano), Il Mulino, Bologna 1999
- Leggere Elsa Morante, Carocci, Roma 2003
- Forme della drammaturgia. Definizioni e esempi, UTET, Torino 2004
- Scrivere per il teatro. Cenni di storia della drammaturgia, CLU, Genova, 2006
- La serata a Colono, in “Paragone Letteratura”, giugno 1991
- La presenza di Simone Weil ne “La Storia”, in Per Elsa Morante, Linea d’ombra, Milano 1993
- Italo Calvino narratore e teorico della letteratura, in “Paragone Letteratura”, giugno-agosto 1995
- Theatrical structures within narrative textes: the Ivy Compton-Burnett and Elsa Morante cases, in Scenes of Change. Studies in Cultural Transition, a cura di Carla Dente e Jane Everson, ETS, Pisa 1996
- La fondazione del potere in “Le Balcon” di Jean Genet in “Teatro e storia” a. XII, n. 19, 1997
- Il meccanismo delle metamorfosi nei racconti di Karen Blixen, in Oltre la scrittura. Dedicato a Karen Blixen (in italiano e danese), ETS, Pisa 1999
- Alla ricerca della donna nuova: l’incontro Duse-Ibsen in “Studi Nordici”, VII, 2000
- Gli espatriati di Agota Kristof, in “Lo straniero”, a. VI, n. 26/27, 2002
- Oggetti perturbanti: Le marionette. Dalla Festa delle Marie a Kantor, in Il meglio di “ateatro” 2001-2003, a cura di Oliviero Ponte di Pino e Anna Maria Monteverdi, Il principe costante, Udine 2004
- Lo “sguardo teatrale” di Karen Blixen, in Karen Blixen e l’immagine (in italiano e danese), a cura di Ivan Ž. Sørensen & Gunver Skytte, Polistampa, Firenze 2005
- Under Arturo’s Star. The Cultural Legacies of Elsa Morante, in A Difficult Legacy: Morante’s Presence in Contemporary Italian Literature, a cura di S. Lucamante e Sh. Wood, Purdue University Press, West Lafayette, Indiana 2006
- Lo sgangherato. “Macbeth” di Testori-Piave, in L’opera prima dell’opera. Fonti, libretti, intertestualità, a cura di Alessandro Grilli, Plus, Pisa 2007
- Mujeres en el cielo. Las filòsofas de Elsa Morante, in “Revista de Occidente”, n. 326-7, luglio-agosto 2008
- Franca Rame: il lato in ombra, in Le théâtre de Dario Fo et Franca Rame. Textes réunis et présentés par Pérette-Cécile Buffaria et Paolo Grossi, Istituto Italiano di Cultura, Paris 2011
- Le maschere delle mie futili tragedie. Modi teatrali in Elsa Morante, in Omaggio a/Hommage à Luminita Beiu-Paladi, a cura di Igor Tchehoff, Acta Universitatis Stockholmiensis, Stockholm 2011
- Il capolavoro “Pinocchio”, prefazione a Carlo Collodi, Le avventure di Pinocchio, Il Cenacolo di Ares, Villacidro (Cagliari), 2013
- Relazioni difficili. La maternità nell’opera di Elsa Morante, in Elsa Morante e il romanzo, a cura di Sara Calderoni, Marco Saya Edizioni, Milano 2018
- Quando le parole creano i mondi. Il linguaggio nelle “Avventure di Pinocchio”, in Interpretazioni. Studi in onore di Guido Paduano, a cura di Alessandro Grilli e Francesco Morosi, Pisa University Press, II tomo, 2019
- I gatti ci guardano al Salone del libro, Padiglione 2, Torino, 19 maggio 2017,

### Narrativa
- Tempo fermo, Pacini Editore, Pisa 2017 - Premio del concorso letterario "Edizione straordinaria"
- I gatti ci guardano, Pacini Editore, Pisa 2020
- Le Rovinose, Il ramo e la foglia edizioni (collana Romanzi), Roma, 2021 (presentato da Paolo Ruffilli al Premio Strega 2022)[1]
- Silenzio!, 7 quadri da "La Prigioniera", www.LaRecherche.it, e Book n.247, Roma 10 luglio 2021